# 流状条带

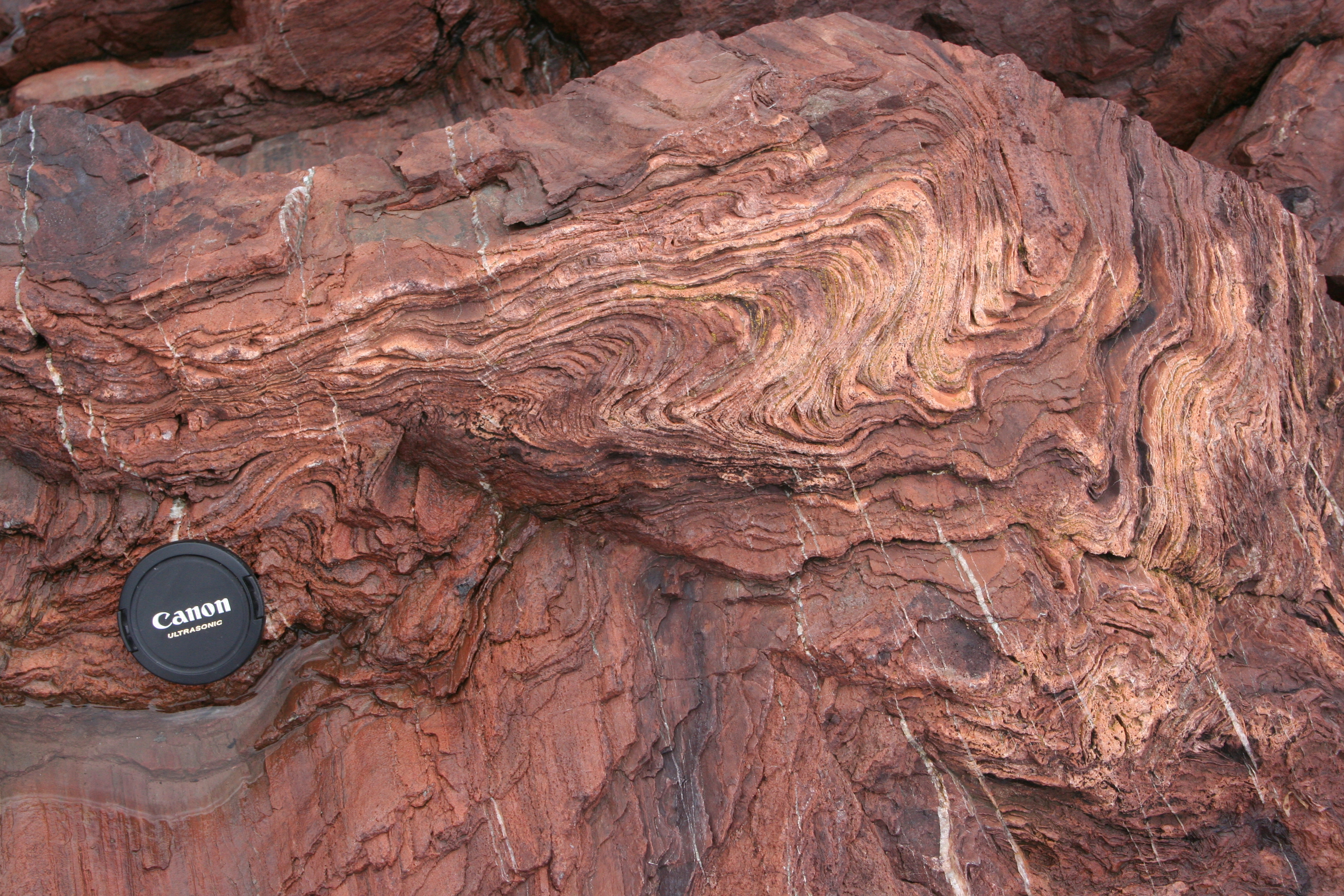
Flow-banded 流紋岩中的流状条带，標本產地：新斯科細亞省

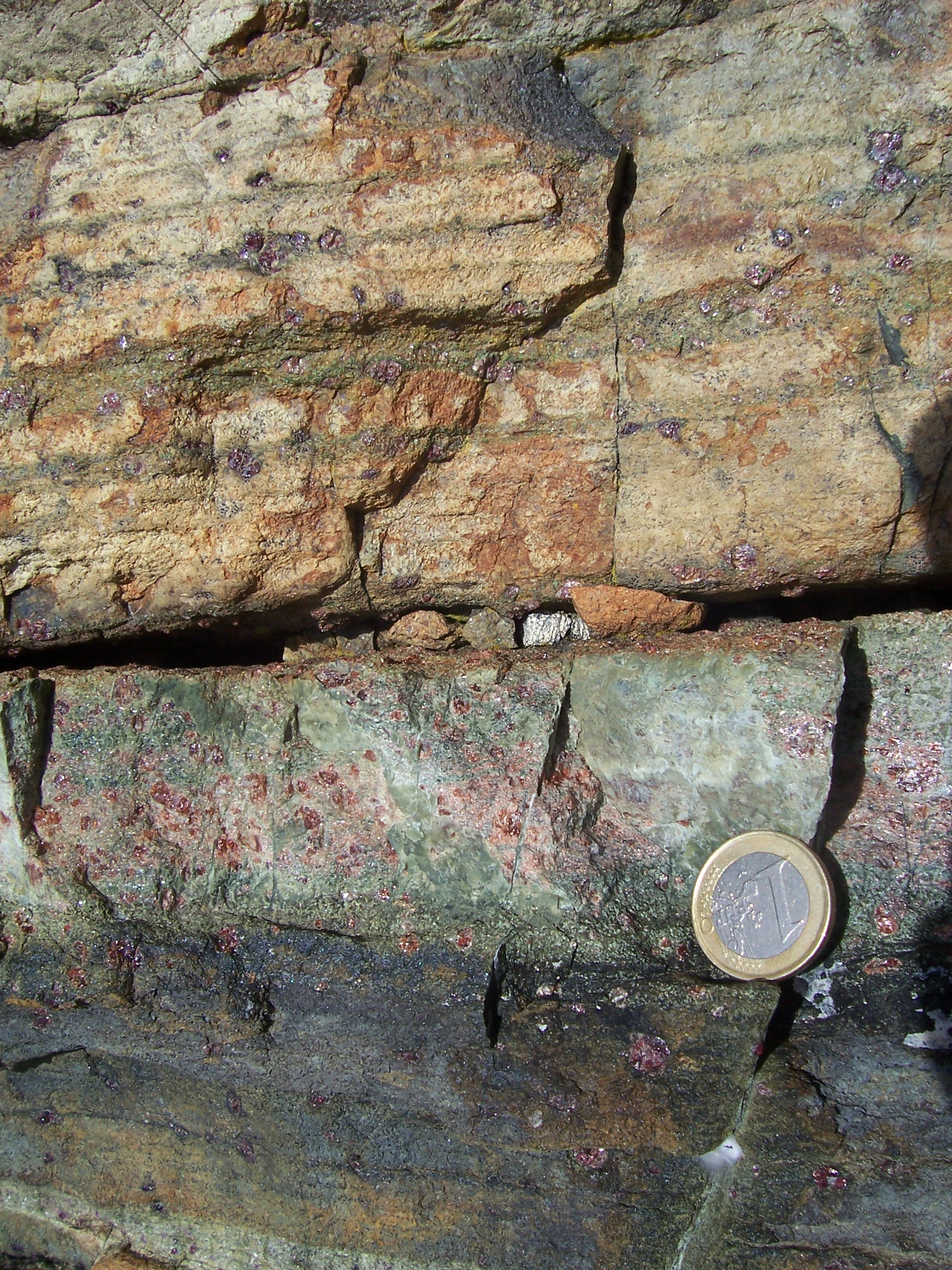
橄欖岩侵入體周邊的流状条带，標本產地：挪威

流状条带（英語：flow banding）是指火成岩的帶狀或層狀結構。
這種結構是當岩漿或熔岩與岩石界面接觸時，因摩擦阻力而造成。例如當岩漿侵入到圍岩中，或熔岩流到地表時都能造成此種結構。
當岩漿和熔岩與圍岩接觸時，會和圍岩產生摩擦並降低溫度而增加黏度，這就導致岩漿或熔岩內的斑晶和捕虜岩在界面附近流動減慢，最終滯留在界面附近中。這就形成了層流，呈帶狀、條紋狀的外觀。
分離結晶也造成流状条带，早期的結晶會被從岩漿中移除，滯留在邊緣帶，集聚成帶狀分佈。這也導致岩漿在流動過程中的成分變化。岩漿中的晶體堆積，也能造成層狀火成岩，形成假沉積結構。
流状条带由不同成分的熔岩混合而造成流状条带亦有報導。在岩漿上升時，在岩漿室遇到不同的岩漿，因分離結晶階段不同，混合後亦能造成流状条带。